# Tom Stoppard
Sir Tom Stoppard (nato Tomáš Straussler; Zlín, 3 luglio 1937) è un drammaturgo, sceneggiatore, regista e scrittore britannico di origine cecoslovacca.
Sceneggiatore Premio Oscar di Shakespeare in Love, Stoppard è uno dei più apprezzati e prolifici drammaturghi britannici del secondo novecento e i suoi drammi Rosencrantz e Guildenstern sono morti, I mostri sacri, The Real Thing, The Coast of Utopia e Leopoldstadt hanno vinto il Tony Award alla migliore opera teatrale.

## Biografia
Nasce a Zlín, all'epoca in Cecoslovacchia (attualmente in Repubblica Ceca), il 3 luglio 1937 da Eugen Straussler, un medico, e da Martha Bečkova, una casalinga, ambedue ebrei non praticanti. A seguito dell'occupazione nazista della Cecoslovacchia si trasferì con i genitori a Singapore e, successivamente, in India per sfuggire all'invasione giapponese, ove ricevette un'educazione britannica. Suo padre morì durante questo esodo e la madre si risposò con il maggiore inglese Kenneth Stoppard da cui prese il cognome. Solo nel 1946 la famiglia Stoppard giunse in Inghilterra; qui il giovane Tom lasciò il collegio a 17 anni e incominciò la carriera di giornalista. Nel 1960 completò la sua prima opera Un passo nell'acqua (A Walk on the Water), che fu posteriormente prodotta con il titolo Enter a Free Man. Tra il settembre del 1962 e l'aprile del 1963 Stoppard lavorò a Londra come critico teatrale per la rivista Scene, utilizzando in alcuni casi anche lo pseudonimo di William Boot.
Nel 1967 scrisse Rosencrantz e Guildenstern sono morti, surreale tragicommedia messo in scena al National Theatre, poi divenuto un film nel 1990 (premiato con il Leone d'oro a Venezia), del quale lo stesso Stoppard fu regista. Nel 1977 Stoppard incominciò a interessarsi al problema dei diritti umani, in particolare per la situazione politica dei dissidenti in Europa orientale e in Unione Sovietica; nello stesso anno andò in Russia come membro di Amnesty International, incontrò Vladimir Bukovsky, e tornò in Cecoslovacchia, sotto regime comunista, dove conobbe Václav Havel, drammaturgo ribelle. Tom Stoppard scrisse molti articoli riguardanti i diritti umani e per differenti cause, come per Index on Censorship (Indice di Censura) e Committee against Psychiatric Abuse (Comitato contro l'abuso psichiatrico). Dagli anni settanta si affermò come acclamato e pluripremiato autore di opere teatrali drammatiche o dell'assurdo, come I mostri sacri (1974) e 15 Minute-Hamlet (1976), oltre che per i sofisticati drammi The Real Thing (1982) e la farsa Traversata burrascosa (1984). Secondo alcuni, Stoppard diede assistenza a George Lucas in parte del testo del film Star Wars Episodio III - La vendetta dei Sith, ma la cosa non è certa, anche perché Stoppard non ha ricevuto nessun credito. Gli anni novanta gli portarono nuovi successi con le opere Arcadia (1993), Indian Ink (1995) e The Invention of Love (1997), a volte ricordato come il suo lavoro migliore. Nel 1997 Elisabetta II del Regno Unito lo nomina Knight Bachelor per i suoi servizi alla letteratura.
Nel 1998 vinse l'Oscar alla migliore sceneggiatura originale per Shakespeare in Love, mentre nel 2002 tornò trionfalmente a teatro con la trilogia The Coast of Utopia, che gli valse il suo quarto Tony Award alla migliore opera teatrale. Due anni dopo tradusse l'Enrico IV di Pirandello per la Donmar Warehouse e nel 2006 ottenne un altro grande successo sulle scene con Rock 'n' Roll, debuttato al Royal Court Theatre prima di essere riproposto nel West End e a Broadway. Nel 2015 la sua pièce The Hard Problem, fu accolta più freddamente dalla critica al suo debutto al Royal National Theatre, mentre cinque anni dopo Stoppard ha portato all'esordio un nuovo dramma, Leopoldstadt, sulle scene del West End.

### Vita privata
Tom Stoppard è stato sposato tre volte. Il primo matrimonio fu con Jose Ingle (1965-72), mentre il secondo, con Miriam Moore-Robinson (1972-92), terminò quando Stoppard lasciò la moglie per l'attrice Felicity Kendal; ha due figli, nati dai precedenti matrimoni, tra cui l'attore Ed Stoppard. Nel 2014 si è sposato con Sabrina Guinness.

## Filmografia parziale

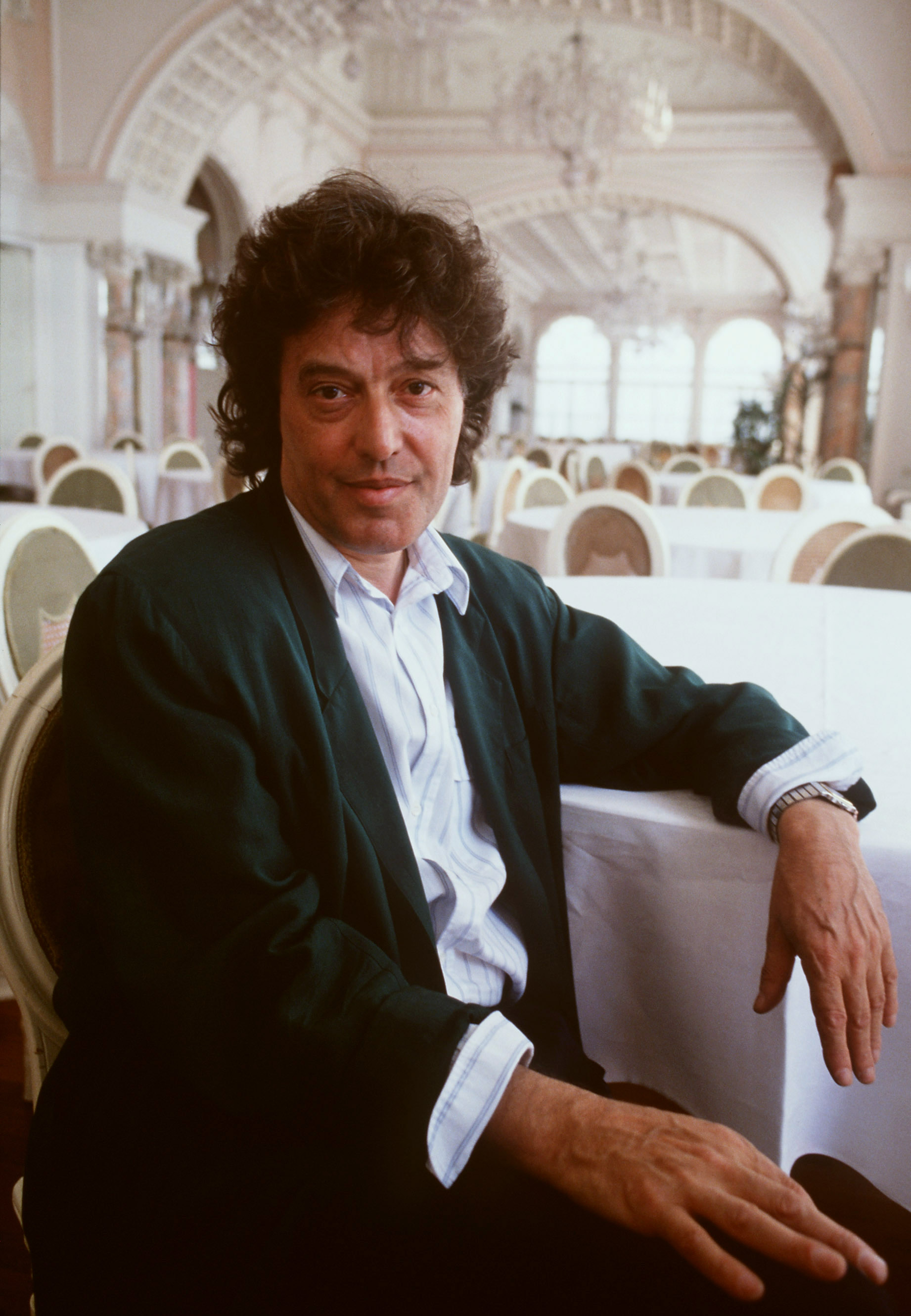
Alla Mostra del cinema di Venezia del 1990

### Regista
- Rosencrantz e Guildenstern sono morti (Rosencrantz and Guildenstern are Dead) (1990)

### Sceneggiatore
- Despair (Despair - Eine Reise ins Licht), regia di Rainer Werner Fassbinder (1978)
- Il fattore umano (The Human Factor), regia di Otto Preminger (1979)
- Brazil, regia di Terry Gilliam (1985)
- L'impero del sole (Empire of the Sun), diretto da Steven Spielberg (1987)
- Indiana Jones e l'ultima crociata (Indiana Jones and the Last Crusade), regia di Steven Spielberg (1989)
- Rosencrantz e Guildenstern sono morti (Rosencrantz and Guildenstern are Dead), regia di Tom Stoppard (1990)
- La casa Russia (The Russia House), regia di Fred Schepisi (1990)
- Shakespeare in Love, regia di John Madden (1998)
- Enigma, regia di Michael Apted (2001)
- La bussola d'oro (The Golden Compass), regia di Chris Weitz (2007)
- Parade's End - serie TV (2011)
- Anna Karenina, regia di Joe Wright (2012)
- La ragazza dei tulipani (Tulip Fever), regia di Justin Chadwick (2017)

## Opere teatrali
Le opere di Stoppard trattano temi filosofici, tuttavia con ingegno verbale e humour visuale. La sua complessità linguistica, con i suoi doppi sensi, insinuazioni e giochi di parole, è una delle principali caratteristiche dei suoi lavori.
- (1967) Rosencrantz e Guildenstern sono morti (Rosencrantz and Guildenstern Are Dead). Una delle opere più famose di Stoppard; è una tragicommedia che ha come protagonisti due personaggi secondari dell'Amleto di Shakespeare, Rosencrantz e Guildenstern, che vengono convocati alla corte del re di Danimarca con il compito di aiutare Amleto, in realtà con lo scopo di capire (e riferire) se egli sia diventato pazzo o se stia fingendo. Durante il viaggio i due passano il tempo giocando con l'ingegno, giochi di parole o meditando sopra i come, i dove, e i perché della loro sfortunata situazione, che inesorabile scorre verso la morte. Molto simile alla commedia dell'assurdo Aspettando Godot (Waiting for Godot) dell'autore irlandese Samuel Beckett, in modo particolare nella mancanza di obbiettivi e nell'incomprensione della situazione dei protagonisti (che anche nell'opera di Beckett sono due, Vladimir ed Estragon).
- (1968) Ecco un uomo libero! (Enter a Free Man)
- (1968) Il vero ispettore Hound (The Real Inspector Hound); due critici teatrali, guardando una imitazione ridicola di un giallo (Country House Murder Mystery), per un accidente si trovano immersi nell'azione, causando una serie di eventi che parallelamente accadono nell'opera teatrale in atto.
- (1970) Dopo Magritte (After Magritte); è un'opera surrealista, dove i personaggi si ritrovano in un quadro di Magritte.
- (1972) Acrobati (Jumpers); esplora il campo della filosofia accademica, comparandola a un'esibizione di ginnastica competitiva di grande abilità.
- (1974) I mostri sacri (Travesties); è una parodia dell'opera di Oscar Wilde L'importanza di chiamarsi Ernesto (The Importance of Being Earnest). Appaiono personaggi come James Joyce, Tristan Tzara o Lenin nella Zurigo della prima guerra mondiale.
- (1976) Dirty Linen e New-Found-Land
- (1977) Ogni bravo ragazzo merita un favore (Every Good Boy Deserves Favour); una delle opere più inusuali di Stoppard. La scrisse per la petizione di André Previn e fu ispirato dall'incontro con l'esiliato russo Viktor Fainberg. L'opera tratta di un dissidente, in un regime oppressivo, che è rinchiuso in un ospedale psichiatrico.
- (1978) Notte e giorno
- (1979) Dogg's Hamlet, Cahoot's Macbeth; in Dogg's Hamlet gli attori parlano una lingua chiamata Dogg, che consiste in parole inglesi ma con significati completamente differenti da quelli normalmente associati. Tre bambini preparano una rappresentazione dell'Amleto in inglese, che per loro è un idioma straniero. Cahoot's Macbeth normalmente si rappresenta con Dogg's Hamlet, anche se è uno spettacolo a sé stante, e mostra una rappresentazione di Macbeth.
- (1979) Undiscovered Country
- (1979) 15 Minute-Hamlet rivisitazione comica ristretta dell'Amleto di William Shakespeare
- (1981) On the Razzle; una farsa umoristica basata sull'opera Einen Jux will er sich machen del drammaturgo austriaco Johan Nestroy.
- (1982) The Real Thing; esamina la naturalezza dell'amore, con un ampio uso di “un'opera dentro un'opera”.
- (1984) Traversata burrascosa (Rough Crossing)
- (1986) Dalliance
- (1988) Hapgood; mescola temi di spionaggio e meccanica quantistica, specialmente nell'esplorazione dell'idea che in ambo i campi osservare un fatto cambia la naturalezza di questi.
- (1993) Arcadia; segue i passi di due detective che investigano su di un mistero letterario.
- (1995) Indian Ink; basata sull'opera per la radio In the Native State; esamina il dominio britannico dell'India da ambo le prospettive.
- (1997) L'invenzione dell'amore (The Invention of Love); investiga la vita e la morte del poeta e classicista di Oxford A. E. Housman, con speciale attenzione alla sua omosessualità.
- (2002) The Coast of Utopia
- (2006) Rock 'n' Roll
- (2015) The Hard Problem
- (2020) Leopoldstadt

## Lavori in radio, televisione e cinema
Nei suoi primi anni Stoppard scrisse quotidianamente per la BBC radio, in molti casi introducendo un tocco di surrealismo. Alcune sue opere per la radio più conosciute includono: If You're Glad, I'll be Frank, Albert's Bridge, The Dog it was that Died, e Artist Descending a Staircase, una storia raccontata per mezzo di molteplici livelli di flashback uniti. Utilizzò questo metodo anche per scrivere In the Native State (1991), una storia che si svolge nell'India coloniale e nell'Inghilterra del presente, esaminando la relazione dei due paesi. Stoppard più tardi lo espanse nell'opera Indian Ink (1995).
Nella sua opera teatrale per la televisione Professional Foul (1977) tratta il tema di un professore di Filosofia inglese che visitando Praga, ufficialmente per un colloquio, in verità per vedere una partita di calcio tra la squadra nazionale inglese e quella cecoslovacca, incontra due suoi ex-alunni contestatori.
Tom Stoppard ha scritto abbondantemente per il cinema e la televisione.
Alcuni dei suoi scritti e adattamenti più conosciuti:
- (1975) Tre uomini in barca (Three Men in a Boat) – adattamento dal romanzo di Jerome K. Jerome per la BBC television)
- (1975) The Boundary – coautore insieme a Clive Exton, opera teatrale di 30 minuti per la BBC television)
- (1977) Professional Foul
- (1985) Brazil – sceneggiatura nominata all'Oscar
- (1987) L'impero del sole (Empire of the Sun)
- (1990) La casa Russia (The Russia House)
- (1998) Shakespeare in Love – coautore con Marc Norman, vincitore di un Oscar
- (2001) Enigma
- (2005) Star Wars Episodio III - La vendetta dei Sith – come ghost-writer

## Romanzi
Stoppard ha scritto un solo romanzo, Lord Malquist and Mr Moon del 1966. Situata nella Londra contemporanea, tra i personaggi appaiono non solo la figura del XVIII secolo, Malquist e il suo inetto compare Moon (Bowell), bensì cowboy con revolver carichi, un leone (espulso dal Ritz) e un irlandese che assicura di essere il Cristo resuscitato (dalla copertina di un libro).

## Premi e riconoscimenti
Nel corso della sua carriera Tom Stoppard ha ottenuto molteplici prestigiosi riconoscimenti come drammaturgo e sceneggiatore, oltre ai dottorati onorari dalla università di Oxford, Cambridge e Yale. Nel 2009 ha ricevuto il Premio Imperiale per la sua attività teatrale e cinematografica.

### Cinema
- Premio Oscar
  - 1986 - Nomination Miglior sceneggiatura originale per Brazil
  - 1999 - Miglior sceneggiatura originale per Shakespeare in Love
- Golden Globe
  - 1999 - Migliore sceneggiatura per Shakespeare in Love
- Premio BAFTA
  - 1999 - Nomination Migliore sceneggiatura originale per Shakespeare in Love
- Chicago Film Critics Association Award
  - 1998 - Miglior sceneggiatura per Shakespeare in Love
- Las Vegas Film Critics Society Award
  - 1998 - Migliore sceneggiatura per Shakespeare in Love
- Satellite Award
  - 1998 - Migliore sceneggiatura originale per Shakespeare in Love
- Orso d'argento
  - 1999 - Migliore sceneggiatura per Shakespeare in Love
- New York Film Critics Circle Awards
  - 1998 - Miglior sceneggiatura per Shakespeare in Love
- Boston Society of Film Critics
  - 1998 - Migliore sceneggiatura per Shakespeare in Love
- Critics' Choice Awards
  - 1999 - Miglior sceneggiatura originale per Shakespeare in Love
- Evening Standard British Film Award
  - 2000 - Miglior sceneggiatura per Shakespeare in Love
- Southeastern Film Critics Association Award
  - 1999 - Miglior sceneggiatura per Shakespeare in Love
- Los Angeles Film Critics Association Award
  - 1999 - Miglior sceneggiatura per Shakespeare in Love
- National Society of Film Critics Award
  - 1999 - Miglior sceneggiatura per Shakespeare in Love
- WGA Award
  - 1999 - Miglior sceneggiatura per Shakespeare in Love
- Chlotrudis Award
  - 1999 - Nomination Miglior sceneggiatura per Shakespeare in Love
- Florida Film Critics Circle Award
  - 1999 - Miglior sceneggiatura per Shakespeare in Love
- Online Film Critics Society Award
  - 1999 - Nomination Miglior sceneggiatura per Shakespeare in Love
- Writers Guild of America
  - 1999 - Miglior sceneggiatura per Shakespeare in Love

### Teatro
Tony Award
- 1968 - Migliore opera teatrale per Rosencrantz e Guildenstern sono morti
- 1976 - Migliore opera teatrale per I mostri sacri
- 1984 - Migliore opera teatrale per The Real Thing
- 1995 - Nomination Migliore opera teatrale per Arcadia
- 2001 - Nomination Migliore opera teatrale per The Invention of Love
- 2007 - Migliore opera teatrale per The Coast of Utopia
- 2008 - Nomination Migliore opera teatrale per Rock 'n' Roll
- 2023 - Migliore opera teatrale per Leopoldstadt

Laurence Olivier Award
- 1979 - Nomination Migliore nuova opera teatrale per Night and Day
- 1979 - Nomination Migliore nuova opera teatrale per Undiscovered Country
- 1981 - Nomination Migliore nuova commedia per On the Razzle
- 1994 - Migliore nuova opera teatrale per Arcadia
- 1998 - Nomination Migliore nuova opera teatrale per The Invention of Love
- 2003 - Nomination Migliore nuova opera teatrale per The Coast of Utopia
- 2007 - Nomination Migliore nuova opera teatrale per Rock 'n' Roll
- 2020 - Migliore nuova opera teatrale per Leopoldstadt

Drama Desk Award
- 1980 - Nomination Migliore opera teatrale per Night and Day
- 1995 - Nomination Migliore opera teatrale per Arcadia
- 2001 - Migliore opera teatrale per The Invention of Love
- 2007 - Nomination Migliore opera teatrale per The Coast of Utopia
- 2008 - Nomination Migliore opera teatrale per Rock 'n' Roll
- 2023 - Migliore opera teatrale per Leopoldstadt

New York Drama Critics' Circle
- 1968 - Migliore opera teatrale per Rosencrantz e Guildenstern sono morti
- 1976 - Migliore opera teatrale per I mostri sacri
- 1984 - Migliore opera teatrale per The Real Thing
- 1995 - Migliore opera teatrale per Arcadia
- 2001 - Migliore opera teatrale per The Invention of Love
- 2007 - Migliore opera teatrale per The Coast of Utopia
- 2023 - Migliore opera teatrale per Leopoldstadt

Evening Standard Theatre Awards
- 1967 - Miglior esordiente per Rosencrantz e Guildenstern sono morti
- 1972 - Miglior opere teatrale per Jumpers
- 1982 - Miglior opera teatrale per The Real Thing
- 1997 - Miglior opera teatrale per The Invention of Love
- 2014 - Premio speciale alla carriera

Outer Critics Circle Award
- 1968 - Migliore nuova opera teatrale per Rosencrantz e Guildenstern sono morti
- 1984 - Migliore nuova opera teatrale di Broadway per The Real Thing
- 1995 - Nomination Migliore nuova opera teatrale di Broadway per Arcadia
- 2001 - Nomination Migliore nuova opera teatrale di Broadway per The Invention of Love
- 2007 - Migliore nuova opera teatrale di Broadway per The Coast of Utopia
- 2008 - Nomination Migliore nuova opera teatrale di Broadway per Rock 'n' Roll
- 2023 - Migliore nuova opera teatrale per Leopoldstadt